# Sifu (videogioco)
Sifu è un videogioco d'avventura dinamica beat 'em up sviluppato e distribuito dalla Sloclap per Microsoft Windows, PlayStation 4 e PlayStation 5 l'8 febbraio 2022, per Nintendo Switch l'8 novembre 2022 e per Xbox One e Xbox Series X/S il 28 marzo 2023.

## Modalità di gioco
Il giocatore controlla un allievo di kung fu (che può essere maschio o femmina), che inizia un viaggio per vendicarsi di un gruppo di cinque assassini che hanno ucciso la sua famiglia. Il gioco è ambientato in una città cinese contemporanea, ma nonostante l'ambientazione realistica, sono presenti alcuni elementi mistici e sovrannaturali in quanto il protagonista viene resuscitato ogni volta che muore, ma ad un prezzo.
Sifu si presenta in una prospettiva in terza persona, e permette al giocatore di farsi strada tra numerosi criminali e sgherri mentre compie il suo viaggio. Nonostante un repertorio offensivo all'apparenza semplice, è possibile concatenare gli attacchi per creare combo di danni notevoli, alcune delle quali sono in grado di creare nuove opportunità tattiche; inoltre, gli ambienti sono completamente interattivi, e dunque è possibile infliggere danni ambientali facendo cadere gli avversari dalle impalcature, sbattendoli addosso a mura o mobili o colpendoli con oggetti disseminati per terra o sui ripiani. Le manovre difensive offrono tre possibilità: la parata (semplice ma che non protegge dalle armi), la respinta direzionale (rischiosa ma utile per annullare e persino ribaltare attacchi potenti) e la schivata (movimento rapido utile per evitare quasi ogni tipo di attacco ma che allontana il protagonista dal bersaglio). Il protagonista e tutti i personaggi ostili possiedono una barra di difesa che, una volta riempita (in genere dopo una parata o dopo aver subito una respinta), li rende vulnerabile a colpi critici.
Ad ogni morte, il protagonista viene riportato in vita sul punto dove è morto tramite l'uso di un ciondolo magico; ad ogni utilizzo, però, egli invecchia di tanti anni quante volte egli è morto, e ogni volta che invecchia, i danni aumentano ma la salute massima cala; alla fine si arriverà a un punto della morte definitiva dove il ciondolo non potrà più salvarlo. È comunque possibile, prima di resuscitare, spendere punti esperienza per imparare nuove abilità. Inoltre, nei livelli sono presenti altari dove curarsi dalle ferite e sbloccare nuove abilità. Queste abilità si perdono quando il personaggio accetta la morte, ma è possibile sbloccare potenziamenti permanenti che le rendono disponibili all'inizio di ogni tentativo.
Tra un livello e l'altro, è possibile visitare una "detective board", dove sono presenti informazioni raccolte nei vari tentativi (tra cui anche codici segreti per attraversare nuove aree e scorciatoie che spesso consentono di evitare alcuni scontri superando i livelli più rapidamente), oppure entrare nel "wuguan", una scuola dove mettere in pratica le proprie abilità. Inoltre, durante il gioco sono presenti alcune opzioni di dialogo che permettono di evitare certi scontri.

## Sviluppo
Sifu è ispirato al kung fu di Pak Mei nello stile di combattimento, e il titolo rappresenta il termine cinese "sifu" equivalente a "maestro"; inoltre, il gioco si concentra sulla "maestria attraverso la pratica", un valore chiave del kung fu che si riflette sul sistema d'invecchiamento.
Annunciato nel febbraio del 2021 durante l'evento livestream Sony's State of Play., il gioco è attualmente in fase di produzione dalla Sloclap, azienda francese già autrice del loro videogioco d'esordio Absolver nel 2017; al contrario di Absolver, Sifu non possiede alcun multigiocatore di sorta in quanto il team di sviluppo intende concentrarsi sul gameplay. Nonostante l'uscita iniziale fosse programmata per il 2021, essa è stata poi rimandata l'anno seguente, prima il 22 febbraio e poi due settimane prima, per meglio concentrarsi sullo sviluppo del gioco. Il 28 marzo 2023 è stata rilasciata l'espansione gratuita "Arene", che offre ai giocatori la possibilità di cimentarsi in numerosi scenari per affinare e testare le proprie abilità. Ogni arena consiste in 5 sfide da completare. Completando queste sfide, i giocatori possono ottenere gettoni collezionabili per accedere a nuove arene, creando un ciclo che li incoraggia a giocare e rigiocare per migliorare e accumulare sempre più gettoni.

## Boss fight
Ognuno di questi avversari dovrà essere sconfitto in due distinte fasi in cui cambierà i move set d'attacco.

### 1° - Fajar - Il botanico
Anche se i suoi attacchi sono semplici da evitare una volta che i giocatori li comprendono, salta e si muove in modo così frenetico che risulta difficile colpirlo. Nella prima fase, lo si vede correre costantemente verso di te. È consigliabile parare queste mosse per rompere la sua struttura di difesa. Nella seconda fase, estrae una lama affilata. Attacca rapidamente con questo coltello, rendendo la parata e la schivata leggermente più difficili. Si nasconde anche tra i cespugli. Dopo averlo notato, i giocatori dovrebbero correre il più lontano possibile dal punto da cui emerge per evitare un attacco dannoso.

### 2° - Sean - Il combattente
Attacca il giocatore con un lungo bastone. Questo significa che, se da un lato le mosse hanno una maggiore portata, dall'altro sono più facili da prevedere. Nella prima fase, la maggior parte degli attacchi può essere semplicemente evitata dai giocatori con una schivata. La seconda è un po' più complessa e introduce una spazzata capace di abbattere il protagonista. I giocatori se ne accorgeranno quando vedranno l'arma oscillare sopra le loro teste.

### 3° - Kuroki - L'artista
Lo scenario è un campo innevato. Curiosamente, la prima fase della battaglia è molto più ardua della seconda. I suoi attacchi sono rapidi e richiedono generalmente una combinazione di schivate in varie direzioni. Si apre all'attacco solo per un istante prima di colpire nuovamente. Nella seconda fase, le sue mosse cambiano radicalmente. La sua combinazione di attacchi ravvicinati è composta da una serie di pugni facilmente parabili, che si concludono con un calcio eludibile dai giocatori. Possiede anche un attacco letale in cui si lancia rapidamente verso il protagonista, ma è prevedibile e quindi semplice da schivare. Per ottenere un ulteriore vantaggio, i giocatori dovrebbero sbloccare l'abilità "Weapon Catch" per afferrare i coltelli che egli lancia e rilanciarli al mittente.

### 4° - Jinfeng - L'amministratore delegato
Dopo essere saltati giù per alcuni pozzi degli ascensori e aver fatto strada verso il piano inferiore, i giocatori si dirigono verso un'area cavernosa sotterranea. Qui trovano il boss del livello. Le sue mosse hanno una lunga portata e alcuni attacchi possono respingere il giocatore. Si raccomanda di colmare rapidamente la distanza quando esegue queste mosse. Dopo la grande falcata con la sua arma, che i giocatori dovrebbero evitare, è possibile avvicinarsi rapidamente e sferrare alcuni colpi. Fortunatamente, nella sua seconda fase non vi è un grande cambiamento nel suo move set. I suoi attacchi sono più potenti e alcune combinazioni sono più lunghe.

### 5° - Yang - Il Leader
Le abilità e gli attacchi che utilizzano la barra di messa a fuoco risultano inutili, pertanto i giocatori devono affidarsi esclusivamente su attacchi di base, schivate e parate. Dispone di una vasta gamma di combinazioni, richiedendo così più tempo per anticipare le mosse successive. Per complicare ulteriormente le cose, spesso vi è un lungo intervallo tra un attacco e l'altro, inducendo i giocatori a lanciarsi in attacchi prematuri e vani. Nella seconda fase, le sue combinazioni sono più estese e necessitano di una maggiore varietà di schivate. È necessario soprattutto tempo per adattarsi al repentino calcio a tesa che Yang introduce al termine di alcune combinazioni. Tuttavia, come per ogni boss, la vittoria è assicurata una volta che i giocatori imparano a riconoscere i pattern e a reagire di conseguenza.

## Distribuzione
L'uscita di Sifu è confermata per l'8 febbraio 2022 per Windows tramite l'Epic Games Store, e per la PlayStation 4 e PlayStation 5. La Deluxe Edition permette di giocare 48 ore di anticipo, e include un art book digitale e la colonna sonora originale composta da Howie Lee. È lecito considerarlo un successo sul piano commerciale in quanto, dal suo lancio, nelle prime tre settimane ha superato un milione di copie vendute e dopo i primi due anni ha raggiunto una base composta da oltre 3 milioni di giocatori. 

## Adattamento
Nell'agosto del 2024 è stato annunciato che un cortometraggio animato dedicato a Sifu sarà presente nella serie televisiva antologica Secret Level, in uscita il 10 dicembre 2024.